# Наводнение в Киншасе (2022)
С 12 по 13 декабря 2022 года проливные дожди оставили под водой или разрушили дороги, инфраструктуру и многие кварталы в Киншасе, столице Демократической Республики Конго.

## Влияние
Многие дороги в центре Киншасы были затоплены, поскольку проливные дожди продолжались в течение нескольких часов, и многие дома рухнули. По меньшей мере 141 человек погиб в результате наводнения. Многие из смертей были причинены оползнями, вызванными проливными дождями. По меньшей мере 280 домов рухнули, еще более 38 000 повреждены наводнением. Двенадцать миллионов человек, составляющих большую часть населения города, пострадали от наводнения.

## Последствия
Правительство Демократической Республики Конго объявило трёхдневный национальный траур.